# Anneau inguinal profond
L'anneau inguinal profond (ou orifice profond du canal inguinal ou anneau inguinal interne) est l'ouverture du canal inguinal dans la cavité abdominale.

## Structure
L'anneau inguinal profond est situé en regard de la fosse inguinale latérale à 1,5 à 2 cm au-dessus du milieu du ligament inguinal, juste en dehors des vaisseaux épigastriques inférieurs.
Il est formé par l'entrée d'une invagination du fascia transversalis qui forme dans le canal le fascia spermatique interne.
Son bord inférieur répond à l'anse du ligament interfovéolaire et au tractus ilio-pubien. 

## Fonction
L'anneau inguinal permet le passage de l'abdomen vers la partie superficielle de la paroi abdominale du cordon spermatique chez l'homme et du ligament rond chez la femme.

## Aspect clinique
L'anneau inguinal peut être le siège d'une hernie inguinale.